# Franse literatuur in de 18e eeuw
De 18e eeuw begint in de geschiedenis van Frankrijk in 1715 met de dood van Lodewijk XIV (de zonnekoning) en eindigt in 1799, als Napoleon met een staatsgreep een einde maakt aan de Franse Revolutie en het Consulaat begint.

## De Verlichting

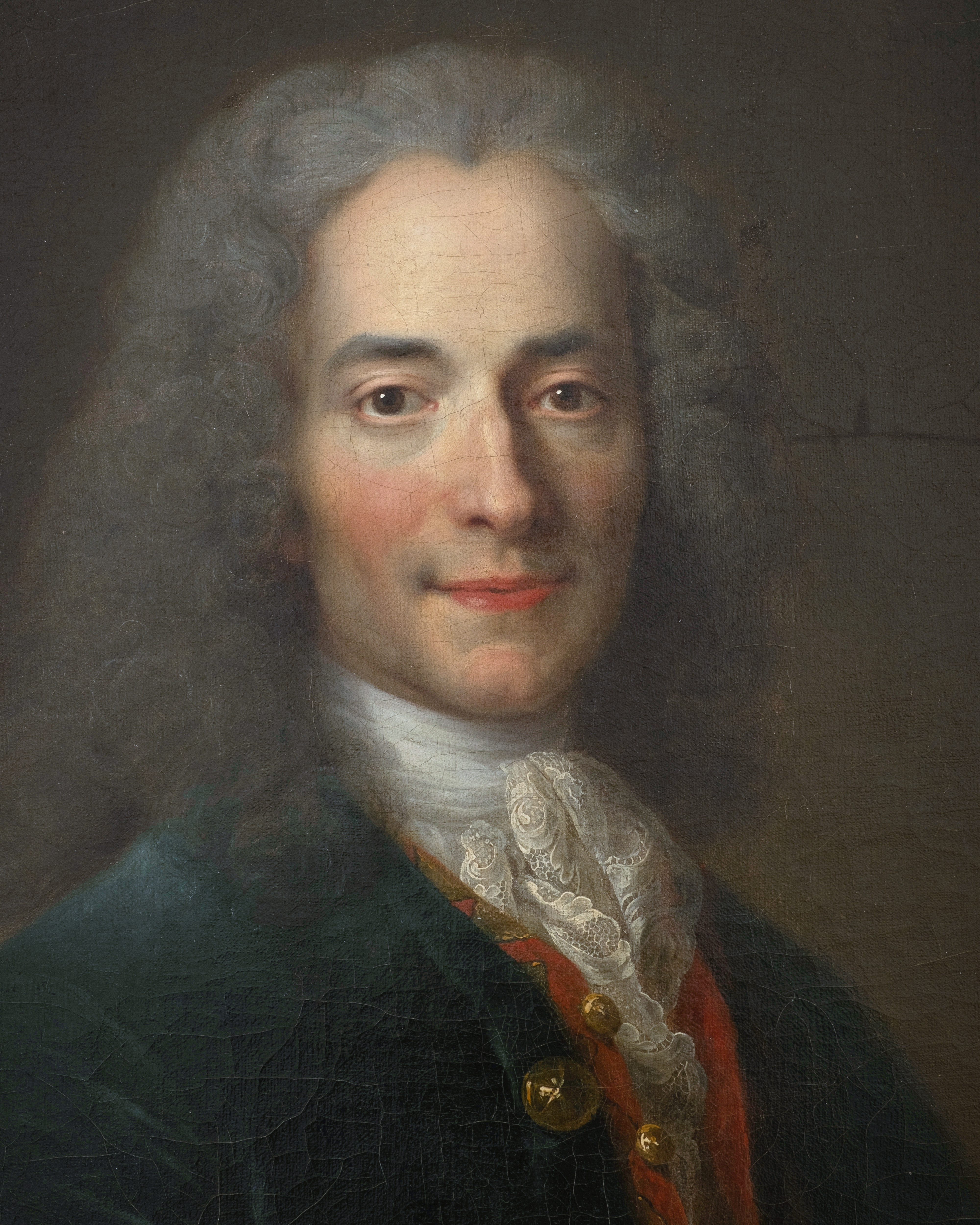
Voltaire

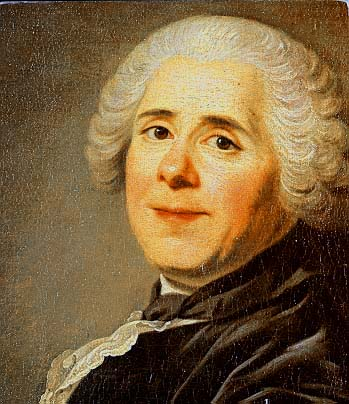
Marivaux

Het is de eeuw van de Verlichting waarin er, ondanks de grote literaire productie, bijna geen vernieuwing in de vormen plaatsvindt (uitgezonderd op het gebied van de roman): de verlichtingsfilosofen en hun werken eisen alle aandacht op. Zij maken deel uit van een evolutie van mentaliteiten die tegen het einde van de eeuw uit zal monden in de Franse Revolutie. De ontwikkelingen in de samenleving drukken alle andere aspecten van het maatschappelijk leven aan de kant. De literaire teksten zijn eerder een vernieuwing van de al bestaande ethiek (of dat nu de classicistische of de libertijnse is) dan vernieuwingen op zich.
De verlichting als stroming ontstaat in Frankrijk en is los van directe buitenlandse invloeden. Het is een van de bloeipunten van de Franse cultuur. Wel zal de verlichting literaturen en schrijvers over heel Europa beïnvloeden.
Een van de nieuwigheden van deze eeuw is de ontwikkeling van proza en daarmee de opkomst van de roman als geaccepteerde kunstvorm. Belangrijke ontmoetingsplaatsen voor schrijvers en filosofen uit de verlichting zijn de zogenaamde salons, georganiseerd door de gegoede burgerij, waar zij werken en denkbeelden kunnen uitwisselen.

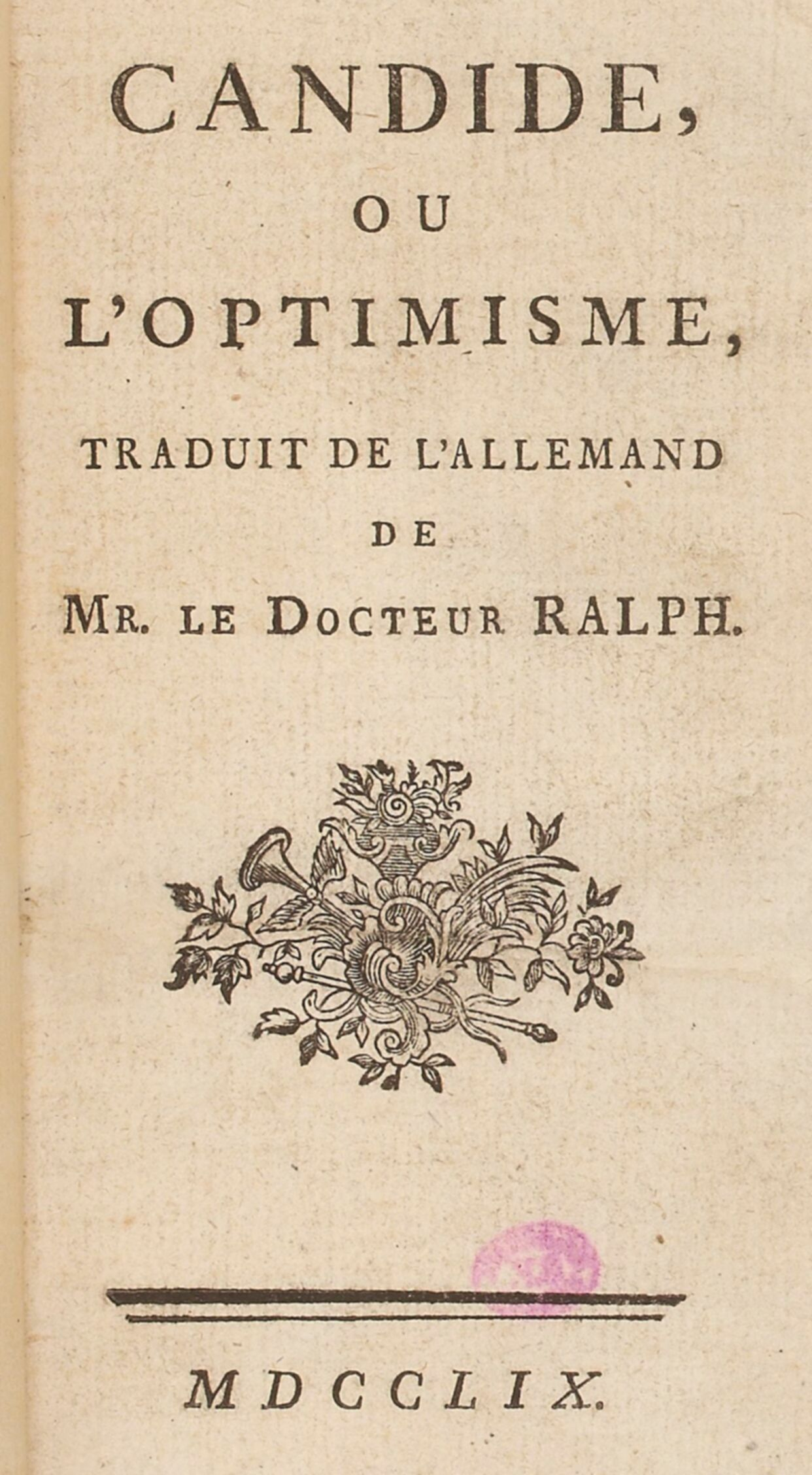
Candide

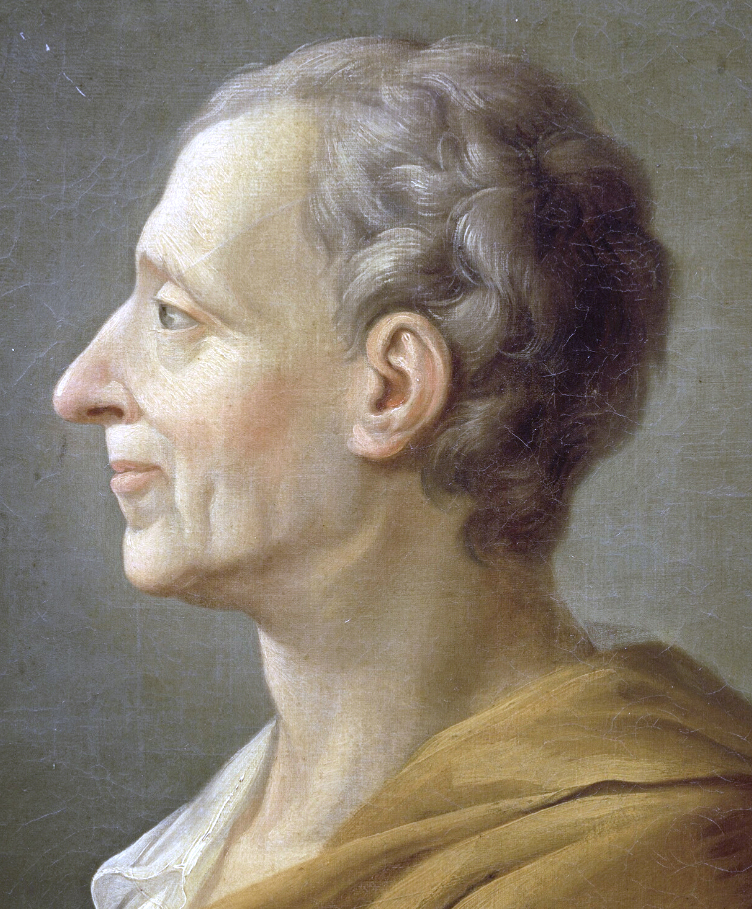
Charles de Montesquieu

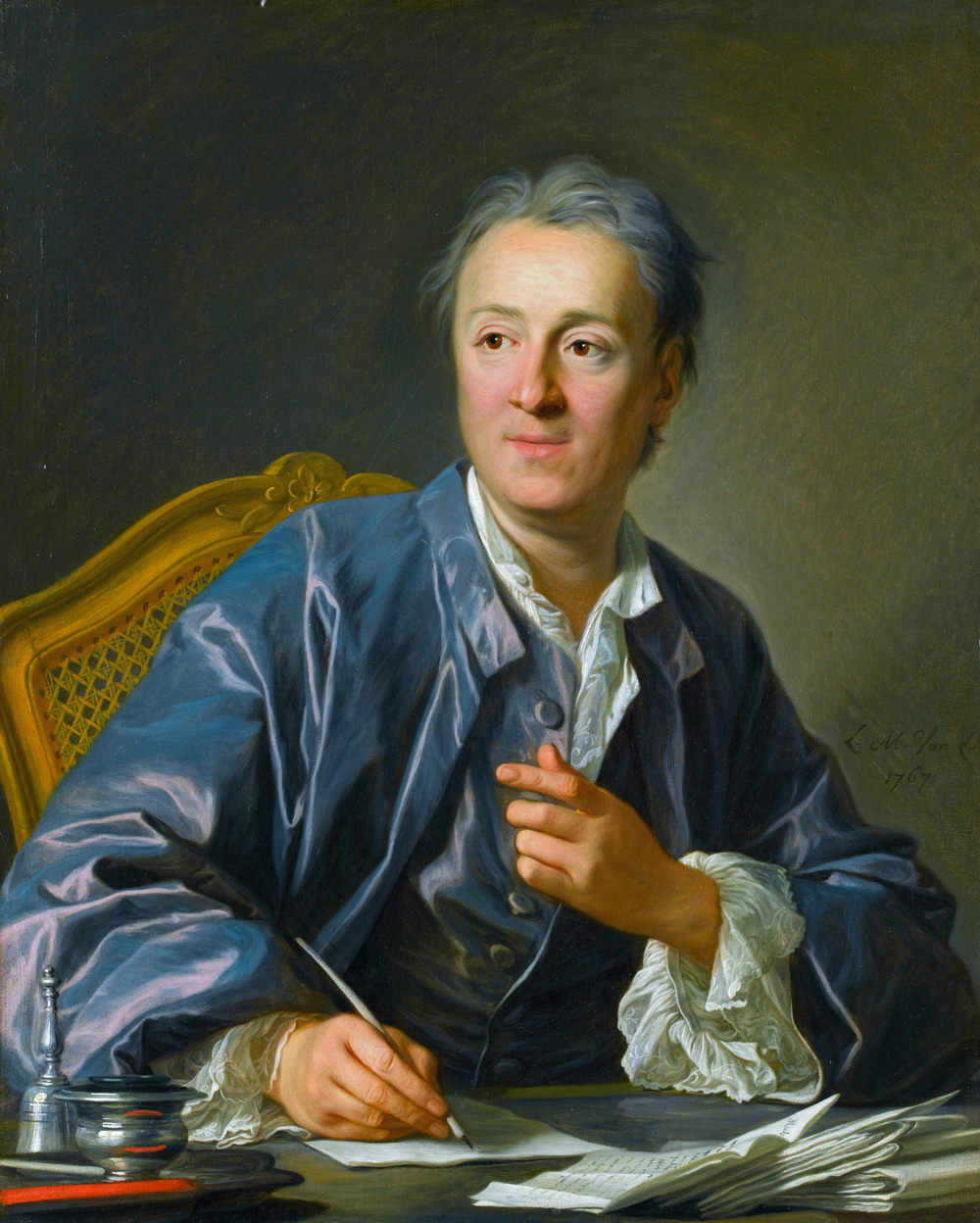
Denis Diderot

Jean-Jacques Rousseau

Theaterteksten zijn nog altijd de belangrijkste vorm van literatuur in deze eeuw. In het theater is er voornamelijk nog sprake van een voortzetting van het classicistische theater, waarin de logica en de werkelijkheidsgelijkenis al de twee belangrijkste gegevens waren. De grote meesters uit de eeuw ervoor (Molière, Corneille en Jean Racine) domineren nog steeds de scène.
De censuur is het sterkst , aangezien het de dominerende vorm was en ook de vorm waar de koning zelf het vaakst mee te maken kreeg. Desondanks verschijnen er een aantal nieuwe theaterstukken die toch in de geest van de Verlichting geschreven zijn. Deze worden gekarakteriseerd door verhulde maatschappij kritiek.
In Candide (1759) laat Voltaire zijn hoofdpersoon over de hele wereld reizen, waar deze in alle landen dingen ziet die beter zijn dan in Frankrijk zelf (het stuk is nooit op de planken gezet en primair bedoeld om gelezen te worden).
De schrijvers die wel echt voor het toneel schrijven, hebben veel moeite hun werk uitgevoerd te krijgen, zoals Beaumarchais wiens Mariage de Figaro (1784) verboden werd en waarvoor hij zelfs nog opgesloten is geworden. Als het stuk uiteindelijk toch opgevoerd wordt, blijkt het een doorslaand succes te behalen. Ook Marivaux zet een aantal vrij kritische stukken op de planken.

## De Verlichtingsfilosofen
Maar het is niet verbazend dat de grootste hoeveelheid teksten die in de Verlichting verschijnen filosofische verhandelingen zijn, hoewel die vaak toch ook een hoge literaire waarde hebben door stijl en vorm. De verhandelingen die de zgn verlichtingsfilosofen schrijven gaan over een andere, betere inrichting van de samenleving. Zij stellen een sociaal contract (Du contrat social (1762), Jean-Jacques Rousseau) voor en ijveren voor de scheiding der machten (Over de geest van de wetten, De l'esprit des lois (1748), Montesquieu). Tegen het einde van de eeuw streefde deze filosofieën steeds meer naar het vestigen van een meritocratie in de plaats van het huidige systeem. Aldus werd de basis gelegd voor de principes Liberté en Égalité die in en na de Franse Revolutie een grote rol zouden gaan spelen.

### De encyclopedie
Onder invloed van de natuurkundige ontdekkingen van met name Newton en de nieuwe denkbeelden over de samenleving, besloot een aantal filosofen een encyclopédie te schrijven, waarvan de verschillende delen uitgebracht zijn tussen 1751 en 1772. In dit werk wilden zij de wereld beschrijven volgens deze nieuwe inzichten (De volle naam luidt dan ook: Encyclopédie ou dictionnaire raisonné des sciences, des arts et des métiers, oftewel: Encyclopedie of beargumenteerd woordenboek van de wetenschappen, kunsten en beroepen). De verschillende delen zijn onder de redactie van Denis Diderot en Jean Le Rond d'Alembert geschreven, maar vele denkers uit die tijd hebben eraan meegewerkt. Deze encyclopedie zou het boegbeeld worden van de intellectuele ontwikkeling in de verlichting.

### De autobiografie
Rousseau ontwikkelt in deze eeuw de autobiografie tot een waar genre. Hij schrijft zijn confessions (opbiechtingen, 1765-1770) en rêveries du promeneur solitaire (dromerijen van een eenzame wandelaar, postuum gepubliceerd).

## De ontwikkeling van de roman

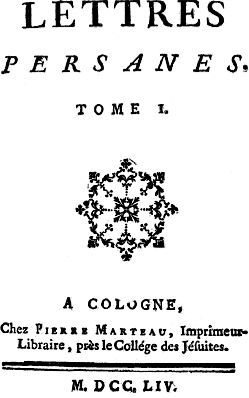
Lettres Persanes

Tijdens de verlichting ontwikkelen de vormen van de roman zich, tot iets wat door de tijdgenoten serieus genomen begon te worden en wat de voorloper van de moderne roman genoemd kon worden. Voornamelijk omdat de roman minder aan censuur onderhevig was dan het theater of andere teksten, werd het een populair genre onder schrijvers en filosofen die op die manier verhulde kritiek konden uiten. Er wordt geëxperimenteerd met het perspectief, de plot, realisme, stijl, etc.
In de Perzische brieven (Lettres Persanes, 1721) voert Charles de Montesquieu een aantal perziërs op die Frankrijk bezoeken en brieven schrijven naar huis. Deze staan uiteraard vol met maatschappij kritische overdenkingen. Toch zijn er ook een aantal schrijvers die zich meer met het maken van literatuur bezighouden.
Marivaux laat zich inspireren door de picareske roman die uit Spanje over is komen waaien. In deze romans wordt er een gelukszoeker uit een van de lagere sociale klassen opgevoerd die door allerlei toevallige gebeurtenissen de sociale ladder opklimt en zo door alle klassen beweegt. Op die manier kan Marivaux een beeld schetsen van alle klassen waar zijn held zich in bevindt. Hij heeft zijn twee belangrijkste werken, La vie de Marianne (begonnen in 1731) en Le paysan parvenu (begonnen in 1735) nooit voltooid.
Jean-Jacques Rousseau geeft de opmaat van de romantiek met Julie, ou la nouvelle Héloïse (1761).

## Poëzie
In de poëzie gebeurt er niets noemenswaardig in deze eeuw. Het is een kunstvorm die te veel gericht is op vorm en stijl, en te weinig de mogelijkheid biedt een boodschap duidelijk over te brengen aan de lezer.